# Xã Corinne, Quận Stutsman, Bắc Dakota
Xã Corinne (tiếng Anh: Corinne Township) là một xã thuộc quận Stutsman, tiểu bang Bắc Dakota, Hoa Kỳ. Năm 2010, dân số của xã này là 42 người.